# Église de Kolari
L’église de Kolari (finnois : Kolarin kirkko) est une église luthérienne située à Kolari en Finlande.

## Description
L'édifice est conçu par Veikko Larkas et l'église est construite en 1965.